# فريتز براخت
فريتز براخت (18 يناير 1899 في هايدن، جزء من لاغه بالقرب من ديتمولد - 9 مايو 1945 في باد كودوا، الآن Kudowa Zdrój، بولندا ) كان غاولايتر نازي لسيليزيا العليا.

## مسار مهني مسار

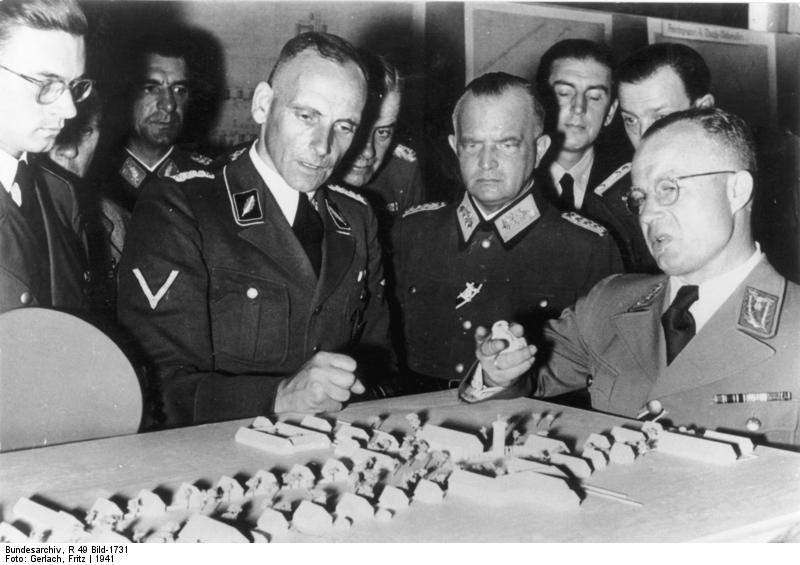
براكت (يمين) عام 1941

بعد التدريب كبستاني، دخل الخدمة العسكرية في عام 1917، وتم نشره في الجبهة حتى نهاية الحرب العالمية الأولى. بعد ذلك، وجد نفسه سجينًا للبريطانيين حتى عام 1919.
في 1 أبريل 1927، انضم إلى الحزب النازي برقم عضوية 77،890 وتم تعيينه قائدًا لقسم الحزب النازي في Sauerland في نوفمبر 1928. شغل نفس المنصب حتى 1 مارس 1931 في آلتنا. انتخب في لاندتاج البروسي في عام 1932 ، وتولى منصب غاولايتر بالنيابة لسيليزيا في 1 مايو 1935.

## الأوسمة والجوائز
- 1914 الصليب الحديدي ، 1918 [1]
- شارة الحفلة الذهبية [1]
- تكريم شيفرون للحرس القديم ، 1934 [1]
- وسام الشرف في الحرب العالمية 1914/1918 بالسيوف، 1934 [1]
- وسام انشلوس ، 1939 [1]
- الحرب استحقاق الصليب من الدرجة الثانية بدون السيوف والدرجة الأولى بدون السيوف، 1941 [1]
- شارة شباب هتلر الذهبية بأوراق البلوط، 22.9.1941 [1]

## روابط خارجية
- فريتز براخت على موقع مونزينجر (الألمانية)